# Karl Harbacher
Karl Harbacher, född  2 november 1879 i Klagenfurt, Österrike, död 8 mars 1943 i Berlin, Tyskland, var en österrikisk skådespelare. 

## Filmografi (urval)
- 1928 – Bergenstoget plyndret inatt
- 1930 – Mach' mir die Welt zum Paradies
- 1930 – Kohlhiesels Töchter
- 1935 – Vergiss mein nicht
- 1942 – Die goldene Stadt